# Nikola Milenković
Nikola Milenković (Servisch: Никола Миленковић) (Belgrado, 12 oktober 1997) is een Servisch voetballer die doorgaans als centrale verdediger speelt. Hij verruilde FK Partizan in juli 2017 voor Fiorentina. Milenković debuteerde in 2016 in het Servisch voetbalelftal.

## Clubcarrière

### FK Partizan
Milenković doorliep de jeugdopleiding van FK Partizan, dat hem in 2015 verhuurde aan FK Teleoptik om ervaring op te doen. Na zijn terugkomst debuteerde hij op 10 april voor Partizan in de Kroatische competitie, tegen FK Mladost Lučani. Op 21 mei 2016 maakte hij zijn eerste competitietreffer, tegen FK Vojvodina. Milenković werd in 2016/17 basisspeler bij Partizan. Zijn ploeggenoten en hij wonnen dat jaar zowel het landskampioenschap als de nationale beker. In de bekerfinale tegen Rode Ster Belgrado maakte hij het enige doelpunt van de wedstrijd. In totaal speelde Milenković 43 wedstrijden voor Partizan, waarin hij viermala scoorde.

### Fiorentina
Milenković verruilde Partizan in juli 2017 voor circa 5 miljoen euro voor Fiorentina. Na een eerste seizoen waarin hij meer op de bank zat dan in het veld stond, groeide hij in 2018/19 ook hier uit tot vaste basisspeler. Dat zou in de jaren die volgden ook zo blijven. Milenković speelde met Fiorentina doorgaans tussen de middenmoot en de subtop van de Serie A. Een uitschieter naar beneden was 2018/19, toen de club en hij drie punten boven de degradatiezone eindigden. 
Een positieve uitzondering was 2021/22, toen zijn ploeggenoten en hij zevende werden en zich kwalificeerden voor de Conference League. Daarin bereikten ze in 2022/23 bovendien de finale. Fiorentina en hij haalden dat seizoen ook de finale van de Coppa Italia. In totaal speelde Milenković 264 wedstrijden voor de club, waarin hij goed was voor zeventien goals en vijf assists. Alleen Kurt Hamrin (358), Gabriel Batistuta (331) en Rui Costa (277) speelden als buitenlanders meer wedstrijden voor Fiorentina dan Milenković. 

### Nottingham Forest
In de zomer van 2024 maakte Milenković voor een bedrag van 12,3 miljoen euro de overstap naar Nottingham Forest. Hij maakte op 24 augustus zijn debuut in een 0-1 overwinning op Southampton. Op 7 december was hij in een 2-3 overwinning op Manchester United goed voor zijn eerste doelpunt in dienst van Nottingham. Hij vormde direct een sterk centraal duo met Murillo en was een belangrijke reden dat Nottingham rond de kerst in de topvier van de Premier League stond. 

## Clubstatistieken
| Seizoen | Club              | Competitie     | Competitie | Competitie | Beker | Beker | Internationaal | Internationaal | Totaal | Totaal |
| Seizoen | Club              | Competitie     | Wed.       | Dlp.       | Wed.  | Dlp.  | Wed.           | Dlp.           | Wed.   | Dlp.   |
| ------- | ----------------- | -------------- | ---------- | ---------- | ----- | ----- | -------------- | -------------- | ------ | ------ |
| 2015/16 | FK Partizan       | Superliga      | 0          | 0          | 0     | 0     | —              | —              | 0      | 0      |
| 2015/16 | → FK Teleoptik    | Srpska Liga    | 13         | 0          | 0     | 0     | —              | —              | 13     | 0      |
| 2015/16 | FK Partizan       | Superliga      | 4          | 1          | 0     | 0     | —              | —              | 4      | 1      |
| 2016/17 | FK Partizan       | Superliga      | 32         | 2          | 6     | 1     | 2              | 0              | 40     | 3      |
| 2017/18 | Fiorentina        | Serie A        | 16         | 0          | 1     | 0     | —              | —              | 17     | 0      |
| 2018/19 | Fiorentina        | Serie A        | 34         | 3          | 4     | 0     | —              | —              | 38     | 3      |
| 2019/20 | Fiorentina        | Serie A        | 37         | 5          | 4     | 0     | —              | —              | 41     | 5      |
| 2020/21 | Fiorentina        | Serie A        | 34         | 3          | 3     | 0     | —              | —              | 37     | 3      |
| 2021/22 | Fiorentina        | Serie A        | 34         | 1          | 5     | 2     | —              | —              | 39     | 3      |
| 2022/23 | Fiorentina        | Serie A        | 27         | 2          | 4     | 0     | 11             | 1              | 42     | 3      |
| 2023/24 | Fiorentina        | Serie A        | 34         | 0          | 5     | 0     | 11             | 0              | 50     | 0      |
| 2024/25 | Nottingham Forest | Premier League | 18         | 2          | 1     | 0     | —              | —              | 19     | 2      |
| Totaal  | Totaal            | Totaal         | 283        | 19         | 33    | 3     | 24             | 1              | 340    | 23     |

Bijgewerkt t/m 5 januari 2025.

## Interlandcarrière
Milenković werd voor Servië –19 voor het eerst geselecteerd voor een Servische nationale jeugdploeg en kwam uit voor Servië –21 op het EK –21 van 2019. Hij debuteerde op 4 juni 2018 in het Servisch voetbalelftal, in een oefeninterland tegen Chili. Later die maand ging hij met de Servische selectie onder leiding van bondscoach Mladen Krstajić naar het WK 2018 in Rusland. Milenković en zijn ploeggenoten kwamen niet door de poulefase. Na een overwinning op Costa Rica (1–0) waren nederlagen tegen Zwitserland (1–2) én Brazilië (0–2) funest. Milenković kwam in alle drie de WK-duels in actie voor zijn vaderland. Krstajić' opvolger Dragan Stojković nam hem ook mee naar het WK 2022. Ook hier stond hij drie keer in de basis. Milenković en zijn teamgenoten strandden opnieuw in de poulefase, waarin ze opnieuw verloren van Zwitserland en Brazilië.

## Erelijst
| Superliga        | 1x | 2016/17 |
| Beker van Servië | 1x | 2016/17 |